# Марко Хабер
Марко Хабер (на немски: Marco Haber, роден на 21 септември 1971 в Грюнщадт) е бивш германски футболист. От юни 2009 г. е назначен за помощник-директор по спортно-техническите въпроси на германския клуб от Втора Бундеслига Кайзерслаутерн, като преди това Хабер е бил отговорник за същите въпроси в регионалния отбор Огерсхайм.

## Отбори като футболист
Марко Хабер започва да тренира футбол в младежките отбори на Кинденхайм и Франкентал, преди да бъде привлечен в първодивизионния германски Кайзерслаутерн. Там още на 18-годишна възраст дебютира за първия отбор на „червените дяволи“ и на 19 години се превръща в основен играч за клуба от Първа Бундеслига, който става шампион на Германия през 1991 г.
През 1995 г. той напуска Кайзерслаутерн, за които изиграва 139 мача в германския елит, и преминава в конкурентите от Щутгарт. С „швабите“ Хабер печели Купата на Германия през 1997 г.
През същата година полузащитникът изиграва и двете си срещи за германския национелен отбор срещу Белгия (2:1) и ЮАР (0:0).
След три години в Щутгарт, Хабер отива в Испания, където един сезон носи екипа на клуба от Канарските острови Лас Палмас. След това играчът се завръща в Германия в редиците на новия член на Първа Бундеслига Унтерхахинг, където е основен играч в продължение на 2 години. След изпадането на отбора от мюнхенските предградия през 2001 г. Марко Хабер играе за Ханза Росток, но не успява да се наложи в състава на балтийското пристанище.
Хабер преминава и през три отбора от кипърското първенство – Омония Никозия, Анортозис Фамагуста (2004 - 2006) и Неа Саламис Фамагуста (2006 - 2007).
Дефанзивният халф завършва футболната си кариера през сезон 2007/08 в отбора от Регионална лига Юг Огерсхайм.
Марко Хабер е считан за един от най-големите таланти на германския футбол, но с течението на своята кариера не успява да оправдае големите надежди, които му се възлагат.

## Статистика като футболист
- Първа Бундеслига: 275 мача / 15 гола
- Втора Бундеслига: 12 / 0
- Национален отбор: 2 / 0